# Fairey Spearfish
Fairey Spearfish byl britský jednomotorový palubní střemhlavý a torpédový bombardér vyvíjený za druhé světové války. Svého času to byl největší a nejtěžší jednomotorový letoun postavený ve Velké Británii.

## Vývoj
Stroj byl vyvíjen od roku 1943 na základě Specifikace O.5/43 Ministerstva letectví a Admirality jako nástupce bombardéru Fairey Barracuda, který právě vstupoval do služby. Nový typ měl být schopen střemhlavého bombardování, svrhávání torpéd a protiponorkového boje. Své projekty začaly vypracovávat firmy Blackburn (B-47), Cunliffe-Owen, Folland (Fo-119) a také tradiční výrobce palubních letounů Fairey Aviation.
Konstruktér Herbert E. Chaplin se zprvu rozhodoval mezi dvěma řadovými motory Rolls-Royce Merlin, Griffon a Napier Sabre, dvouhvězdicovým Bristol Centaurus a 24 válcovým Rolls-Royce Exe 45, nakonec byla vybrána pohonná jednotka firmy Bristol. Dne 13. srpna 1943 byl projekt Fairey Spearfish vybrán k realizaci a byly objednány prototypy. První (RA356) zalétal tovární pilot F. H. Dixon 5. července 1945 s osmnáctiválcovým motorem Centaurus 57 o maximálním výkonu 1900 kW. Byly postaveny další tři stroje (RN241, RA360 a RA363), pátý prototyp nebyl dokončen a nikdy nevzlétl, neboť po skončení války proti Japonsku byl vývoj přerušen. Postavené stroje byly využity k různým zkouškám, např. s pomocnými startovacími raketami RATOG (Rocked Assisted Take-Off Gear).

## Popis konstrukce
Fairey Spearfish byl rozměrný dvoumístný celokovový středoplošník. V přídi trupu skořepinové konstrukce byl zabudován dvouhvězdicový vzduchem chlazený osmnáctiválec Bristol Centaurus pohánějící pětilistou reverzní vrtuli Rotol VH-65 (prototypy poháněl Centaurus 57 nebo 58 o maximálním výkonu 2090 kW, pro sériové stroje byla plánována zástavba motorů Centaurus 58, 59 a 60). Dvoučlenná posádka (pilot a navigátor-radiooperátor-střelec-radarový operátor) seděla v bohatě prosklené kabině nad pumovnicí určenou pro torpédo, 907 kg (2000 lb) bomb nebo přídavnou nádrž o objemu 818 l (180 Imp gal). Sklopné křídlo, v jehož levé polovině byl umístěn chladič oleje, bylo vybaveno čtyřpolohovými Fairey-Youngmanovými vztlakovými klapkami a bylo možno zavěsit pod něj až 16 neřízených raket RP-3. Střelecká výzbroj se měla skládat ze dvou pevných kulometů Browning M2 ráže 12,7 mm v křídle a dvou stejných zbraní uložených v dálkově ovládané střelecké věži Frazer-Nash FN-95 na hřbetě trupu za kabinou. Na spodní straně trupu za pumovnicí byl instalován výsuvný radar ASV (Air-to-Surface Vessel) Mk. XV. Hlavní nohy podvozku záďového typu se zatahovaly do křídel směrem od trupu, ostruhové kolečko bylo také zatahovací. Přistávací hák byl za letu ukryt v zadní části trupu pod ocasními plochami.

## Specifikace

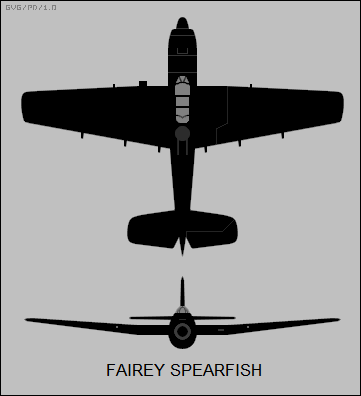
Fairey Spearfish

Údaje dle

### Hlavní technické údaje
- Posádka: 2
- Délka: 13,60 m
- Rozpětí: 18,40 m
- Výška: 4,10 m
- Plocha křídel: 49,30 m²
- Prázdná hmotnost: 6895 kg
- Maximální vzletová hmotnost : 10 020 kg
- Pohonná jednotka: 1× dvouhvězdicový vzduchem chlazený osmnáctiválec Bristol Centaurus 57 pohánějící pětilistou vrtuli
- Výkon pohonné jednotky: 1 930 kW (2585 k)

### Výkony
- Maximální rychlost u hladiny moře: 422 km/h
- Maximální rychlost ve 4300 m: 470 km/h
- Cestovní rychlost: 315 km/h
- Výstup na 3050 m: 7,7 min
- Dolet: 1 670 km
- Dostup: 7 620 m
- Stoupavost: 8,74 m/s
- Plošné zatížení: 199,37 kg/m²

### Výzbroj
- dva pevné 0.50 (12,7 mm) kulomety Browning M2 v křídle, dva stejné kulomety v dálkově ovládané věži Frazer-Nash FN 95 na hřbetě trupu za kabinou
- v pumovnici torpédo, bomby nebo miny do hmotnosti 2000 lb (907 kg) nebo přídavná nádrž o objemu 180 Imp gal (818 l)
- pod křídly závěsníky pro až 16 neřízených raket
- protilodní radar ASV Mk. XV